# 三宅孝雄
三宅 孝雄（みやけ たかお、1903年11月13日 - 1978年4月11日）は、日本の経営者。山口県出身。

## 経歴
1924年に東京商科大学専門部を卒業し、同年に日本綿花に入社。1955年5月に取締役に就任し、1958年に常務、1959年に専務、1960年11月に副社長を経て、1964年12月に安藤建設専務に就任し、1965年5月に副社長を経て、1969年10月から1976年6月までに社長を務めた。
1974年4月に勲三等瑞宝章を受章。
1978年4月11日尿毒症のために死去。74歳没。